# Aleksander Gieysztor
Aleksander Gieysztor (Mosca, 17 luglio 1916 – Varsavia, 9 febbraio 1999) è stato uno storico polacco.
Medievalista, in sua memoria sono stati istituiti il Premio Aleksander Gieysztor e l'Accademia di studi umanitari Aleksander Gieysztor.

## Opere
- Władza Karola Wielkiego ("L'autorità di Carlo Magno"), 1938
- Ze studiów nad genezą wypraw krzyżowych, 1948
- Società e cultura nell'alto medioevo polacco, 1965
- Zarys dziejów pisma łacińskiego ("Abbozzi per una storia dall'alfabeto latino"), 1973
- Mitologia Słowian, 1982